# Real Kakamora FC
Real Kakamora FC ist ein Fußballverein von den Salomonen aus der Provinz Makira und Ulawa.

## Vereinsgeschichte

Vereinslogo 2010 bis 2013

Real Kakamora ist ein 2010 gegründeter Verein, der als Nachfolger Verein des aus Makira stammenden Vereins Kakamora FC gilt. In seiner ersten Spielzeit im Jahr 2010 nahm Real Kakamora an der HFA DJ League Division Two teil. Ein Jahr später wurde der Verein Mitglied der neugeformten Telekom S-League. Zur Saison 2025 wurde der Verein nicht mehr zugelassen.
Im Juli 2025 gewann der Verein den Solomon Cup.